# 烏心石
烏心石，又名臺灣含笑，是木蘭科含笑屬的一種常綠大喬木，原生於日本（含琉球群島）、中國雲南東部至南部，以及臺灣的中低海拔闊葉林。其樹高可達20公尺，樹幹直徑可達1公尺，因心材顏色較深且質地堅硬而得名。此外，由於其樹冠濃密，加上生存能力及抗病蟲害能力強，也常被選為庭園樹、行道樹或造林樹種。
另有臺灣烏心石及蘭嶼烏心石兩變種。生長緩慢，可以從切斷面看出其年輪分布曲線得知平均一年僅長數十公分以下，在臺灣的造林樹種中比臺灣羅漢松、臺灣落羽松還慢，僅比臺灣紅檜略快而已。

## 特徵
烏心石為常綠大喬木，樹高最高可達20公尺，樹幹直徑亦可達1公尺；樹皮為灰褐色，上有斑紋，觸感略光滑。枝條上具有托葉環痕。葉芽及花芽由托葉包覆，托葉上有茶褐色毛被物，是辨認本種的重要特徵之一。

## 葉部型態
葉序為單葉，互生。葉之觸感革質，表面光滑，呈深綠色，背面略帶粉白，葉緣全緣。葉形為披針形或長橢圓形，長6-12 cm，寬2-3.5 cm；葉柄長1-2 cm。

## 花部型態
花序為單花，生於葉腋，總梗長約1 cm；其花瓣與花萼不分，通稱花被片，花被片9-12枚，顏色為白色略帶淡黃色，中央帶有紫紅色，倒披針形或長橢圓形，長1.2-2 cm，寬約0.5 cm，而內輪的花被片較小；雄蕊30-40枚，線形，長約0.5 cm，雄蕊與心皮皆為多數且離生，螺旋狀排列於花托上。

## 果實型態
蓇葖果呈穗狀著生螺旋排列於果梗上，外壁有白色突起的斑點，每室含種子2-3枚，假種皮成熟後呈橘紅色，形狀為闊卵形、壓扁狀。

## 種植及用途
木材名貴屬闊葉一級木，適合用以家具建材使用。其材質細密，木理均勻，是製成切菜用砧板的好材料，是家庭主婦的最愛。具有耐蔭抗風及污染的能力，少病蟲害，常做為行道樹或公園綠地的景觀植物。另外也是綠斑鳳蝶的食草。

## 外部連結
- 烏心石@ 一個人與花草的生活:: 隨意窩Xuite日誌 （页面存档备份，存于）
- 專題文章:烏心石| 中央研究院數位典藏資源網 （页面存档备份，存于）
- 荒野保護協會-烏心石
- 台灣生物多樣性資訊入口網 （页面存档备份，存于）
- 台灣植物資訊整合查詢系統 （页面存档备份，存于）